# Valtatie 9
Pour les articles homonymes, voir Route nationale 9.
La Route nationale 9 (en finnois : Valtatie 9, en suédois : Riksväg 9) est une route nationale de Finlande menant de Turku à Tohmajärvi.
Elle se termine au poste-frontière de Niirala.

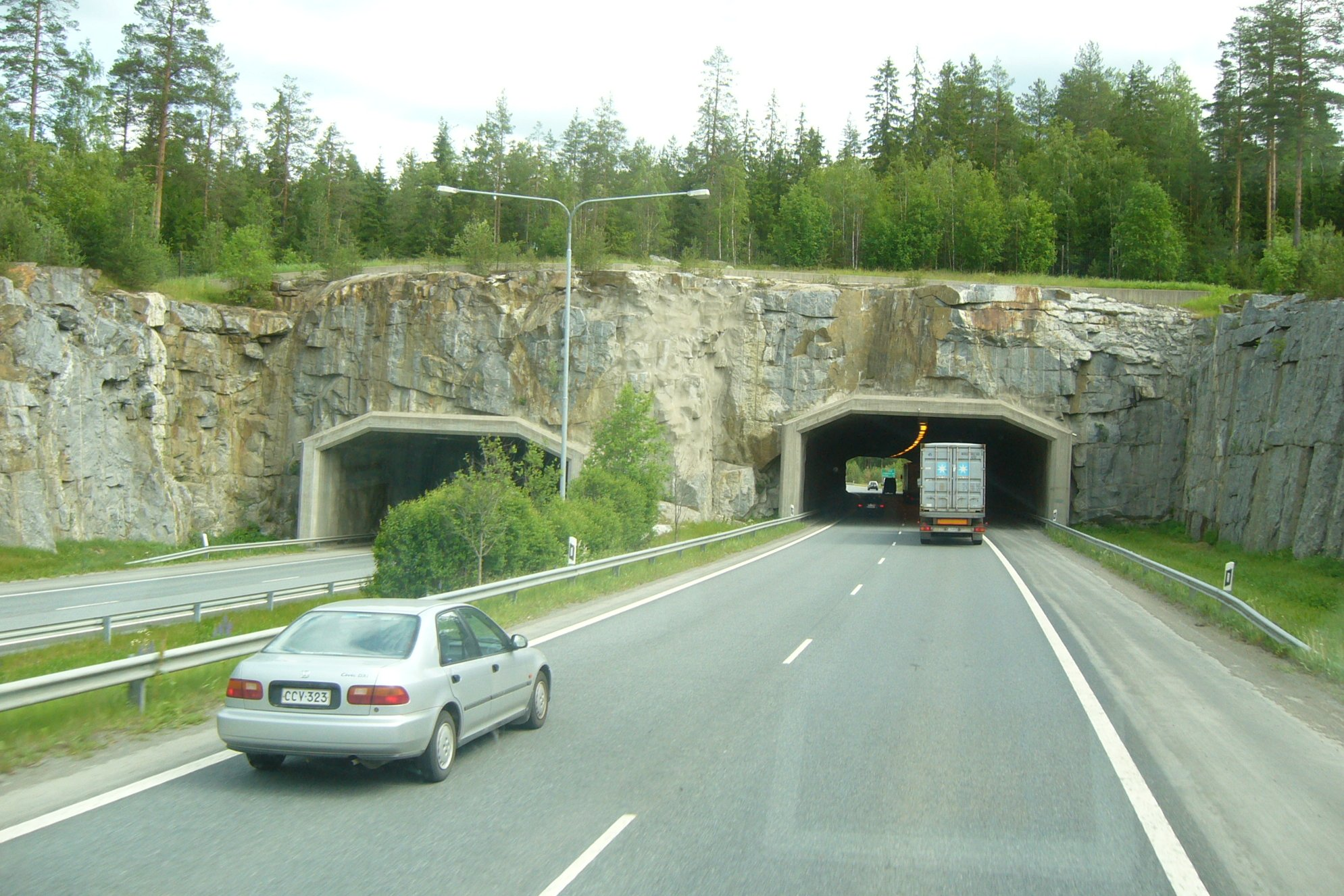
Le tunnel de Karkunvuori sur la voie de contournement de Tampere.

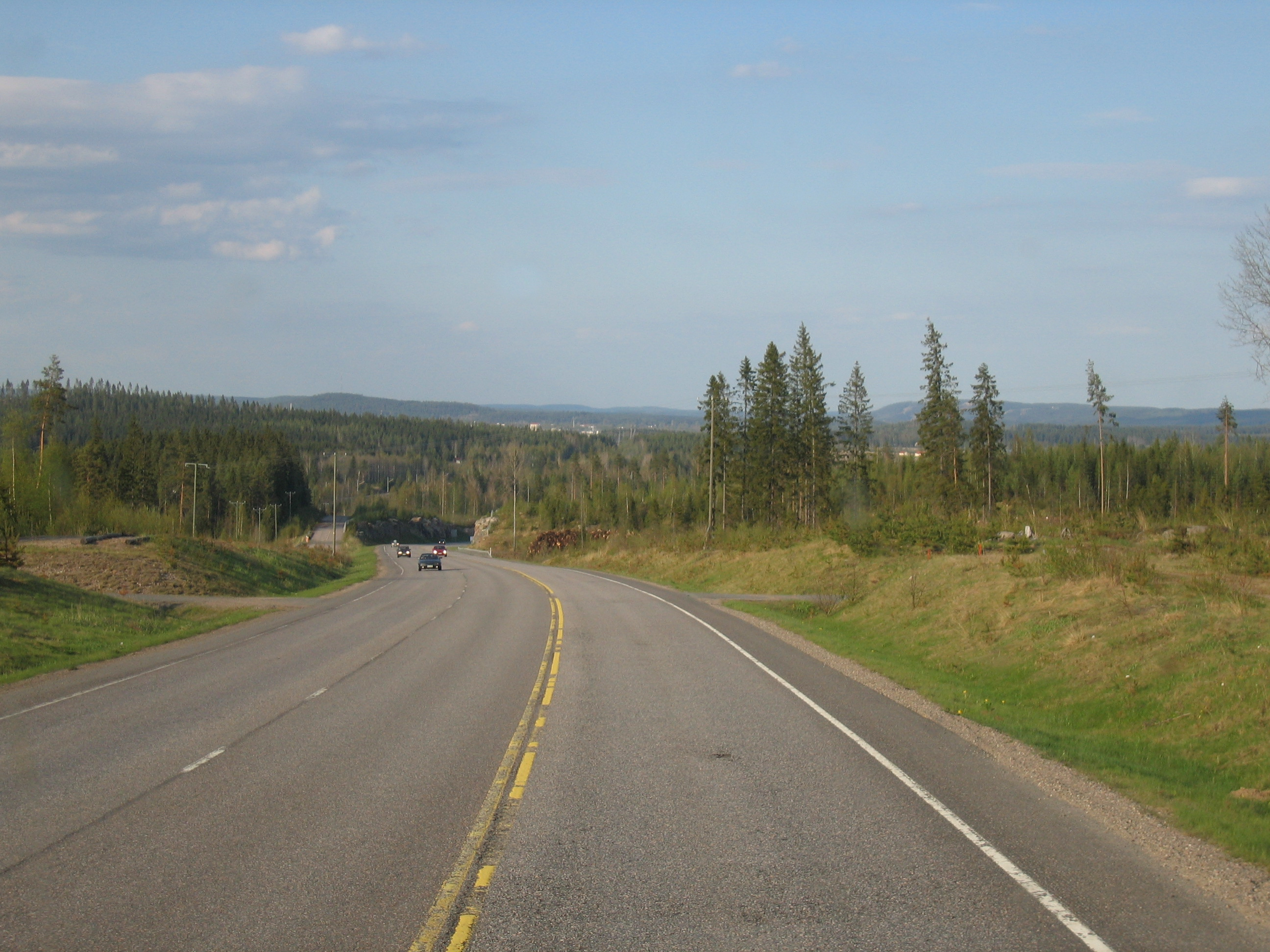
La voie de contournement de Jämsä.

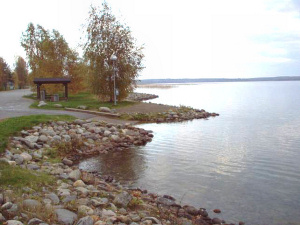
Aire de repos de Kuorinka à Liperi.

Elle mesure 663 kilomètres de long.

## Trajet
La route nationale 9 traverse les villes et (municipalités) suivantes :
Turku – Lieto – Aura – Pöytyä – Loimaa – Humppila – Urjala – Akaa – Valkeakoski – Lempäälä – Tampere – Kangasala – Orivesi – Jämsä – Jyväskylä – Muurame – Jyväskylä (bis) – Laukaa – Hankasalmi – Pieksämäki – Rautalampi – Pieksämäki (bis) – Rautalampi (bis) – Suonenjoki – Leppävirta – Kuopio – Siilinjärvi – Kuopio (bis) – Tuusniemi – Outokumpu – Liperi – Joensuu – Tohmajärvi.

## Historique
En 2010, la Valtatie 9 qui allait de Turku à Kuopio a été étendue par la Valtatie 17 qui allait de Kuopio Tohmajärvi.